# Cryptogemma longicostata
Cryptogemma longicostata is een slakkensoort uit de familie van de Turridae. De wetenschappelijke naam van de soort is voor het eerst geldig gepubliceerd in 1986 door Sysoev & Kantor.